# Europese kunstenaars op Bali
Europese kunstenaars op Bali waren Europese kunstenaars die op het landschap, de bewoners en de kunstschatten van Bali afkwamen. Het eiland Bali heeft altijd een grote aantrekkingskracht gehad op kunstenaars uit de gehele wereld. Rond 1920 gingen veel kunstenaars naar Bali om daar te schilderen.

## Balinese kunst traditioneel als versiering van tempels e.d.
Tot de jaren 1920 diende de Balinese kunst traditioneel als versiering van tempels, paleizen en andere officiële gebouwen. De ontwikkeling van de Balinese modernisten is vooral te danken aan twee Europese kunstenaars: de Duitse schilder Walter Spies (1898-1940), die zich in 1927 op Bali vestigde, en aan de Nederlandse kunstenaar Rudolf Bonnet (1895 - 1978). Walter Spies en Rudolf Bonnet richtten in 1936 met de edelman Cokorde Gde Agung Sukawati en de legendarische Balinese kunstenaar en architect I Gusti Nyoman Lempad de vereniging Pita Maha (grote levenskracht) op. Het doel van deze vereniging was de kwaliteit van de schilder- en beeldhouwkunst op Bali door het opkomend toerisme te waarborgen. De sierlijke en gestileerde vormgeving, kenmerkend voor de art deco, is verwerkt in Balinese onderwerpen, waardoor een bijzondere verwevenheid van vorm en inhoud ontstaat.

## W.O.J. Nieuwenkamp
De eerste kunstenaar was de Nederlander W.O.J. Nieuwenkamp (1874-1950) die in 1904 op Bali kwam en een enorme hoeveelheid tekeningen, etsen en schilderijen van het leven op het eiland maakte. Hij verzamelde ook veel Balinese kunstvoorwerpen.
Bij de Pura Meduwe Karang op Bali staat een reliëf met daarop een stramme fietser met een met bloemenmotieven versierde sarong en een Indonesisch aandoende hoofdbedekking. Het betreft hier W.O.J. Nieuwenkamp, wiens lange neus - voor Zuidoost-Aziaten een typisch kenmerk van alle buitenlanders - ook na de restauratie van het reliëf duidelijk zichtbaar is gebleven. Nieuwenkamp trok in 1904 per fiets over het eiland en dat baarde opzien in de dorpen.
In Edam was een museum waar zijn werk te bewonderen was.

## Rudolf Bonnet
Rudolf Bonnet (1895-1978) werd geboren als zoon van een bakker te Amsterdam. Hij studeerde twee jaar aan de Hendrick de Keyserschool. In 1913 deed hij examen voor de Rijksschool voor Kunstnijverheid. In 1916 deed hij daar met goed gevolg eindexamen. Ook bezocht hij de Rijksacademie voor Beeldende Kunsten. Andere kunstenaars spoorden Bonnet aan om naar Bali te komen en in 1928 vertrok hij, evenals zijn ouders, naar Batavia. Hij verbleef enige tijd in Semarang en vertrok in 1929 naar Bali, waar hij ging wonen. Hij raakte zeer betrokken bij het sociale leven en werkte daar jarenlang en had zelfs invloed op de Balinese kunst.

## Willem Hofker
De bekende Nederlandse kunstenaar Wim Hofker (1902-1981) heeft met zijn vrouw, kunstenares Maria Hofker-Rueter, jarenlang op Bali gewoond en gewerkt. In 1936 vertrok hij met haar naar Nederlands-Indië waar hij op Bali terechtkwam waar een groot deel van zijn werk tot stand is gekomen. Tijdens de Japanse bezetting kwam het echtpaar in een kamp terecht. Na de Japanse nederlaag gingen zij in 1946 terug naar Nederland en vestigden zich in Amsterdam.

## Walter Spies
De Duitse schilder, choreograaf, schrijver, fotograaf en mecenas Walter Spies (1898-1942), was ongeveer 25 jaar toen hij in 1923 in Indonesië kwam, en 29 jaar toen hij in 1927 naar Bali kwam. Spies voorzag de jonge, getalenteerde kunstenaars van betere materialen en alternatieve onderwerpen voor hun schilderijen.
In 1935 verbleef Vicki Baum enkele maanden bij Walter Spies op Bali. Op grond van haar ervaringen daar schreef zij in 1937 haar beroemde roman Liebe und Tod auf Bali. Daarin beschrijft zij vanuit het oogpunt van een eenvoudige Balinese boer de gebeurtenissen die voorafgingen aan de verovering van Zuid-Bali door de Nederlanders en de puputan van het Hof van Badung. Het boek getuigt van een verbluffend inlevingsvermogen in de Balinese cultuur.
Walter Spies, die zich mogelijk meer Balinees dan wie ook heeft gevoeld, werd in 1940 als Duitser geïnterneerd en in 1942 op de boot gezet. Deze boot werd door de Japanners getorpedeerd en zo is Walter Spies aan een weinig roemrucht einde gekomen.

## Auke Sonnega
Auke Sonnega (Leeuwarden, 1910 - 1963) was een Nederlands kunstenaar die vooral bekend werd met zijn schilderijen die hij op de eilanden Bali en Java heeft gemaakt. Hij was opgeleid tot tapijt- en textielontwerper, en ging in 1935 naar het toenmalige Nederlands Indië. Een groot deel van zijn korte leven heeft hij in Nederlands Indië doorgebracht. Sonnega was eerst werkzaam als ontwerper in Batavia. Later reisde hij rond op Java en Bali en schreef reisverhalen voor lokale dagbladen. Na zijn komst op Bali was het maken van portretten van dansers, jonge mannen en vrouwen zijn voornaamste bezigheid. In 1957 keerde hij in Nederland terug. Na zijn dood in 1963 raakte hij in de vergetelheid. Het Fries Museum exposeerde ruim zestig tekeningen en schilderijen om recht te doen aan Sonnega.
Walter Spies en Rudolf Bonnet hadden grote invloed op het werk van Auke Sonnega.

## Adrien-Jean Le Mayeur de Merprès
De Belgische kunstenaar Adrien-Jean Le Mayeur de Merprès (1880-1958) heeft ook jarenlang op Bali gewerkt en een groot oeuvre nagelaten. In 1932 kwam Le Mayeur aan in Bali en ontmoette hij de danseres Ni Pollok. Zij stond bekend als de beste legongdanseres van Bali. Ze poseerde vaak voor hem en uiteindelijk trouwden de twee. Het Museum Le Mayeur is te vinden in het voormalig woonhuis van de schilder en zijn vrouw in Sanur. In het museum zijn schilderijen met Ni Pollok erop te bezichtigen, maar ook veel werken met andere Balinese vrouwen. Na zijn dood liet Le Mayeur het huis en zijn werk na aan Ni Pollok. Toen Ni Pollok in 1985 stierf, werd het huis Museum Le Mayeur.

## Emilio Ambron
De Italiaanse kunstenaar Emilio Ambron (1905-1996) heeft vanaf 1938 op Bali gewerkt. Hij woonde naast Willem Hofker en zijn vrouw Maria. Er ontstonden moeilijkheden toen Ambron gebruik ging maken van een model dat al voor Hofker werkte. Uiteindelijk besloten de twee schilders dat het model voor hen allebei zou poseren. Ambron kwam in Bali terug in 1968, 1974 en 1994. In 1996 werd op Bali in de stad Klungkung ter ere van deze kunstenaar een klein museum ingericht.

## Isaac Israëls
Ook de befaamde Nederlandse schilder Isaac Israëls (1865-1934) heeft kort op Bali gewerkt. In 1921/1922 maakte hij een reis naar Nederlands-Indië en bezocht Solo, Batavia en Bali. Op Bali schilderde hij veel vrouwenfiguren. Ook werkte Israëls als portretschilder aan het hof van de Mangkoenegara en in de kraton van de Soenan.

## Andere schilders
Schilders van latere datum zijn Han Snel, Arie Smit en Antonio Blanco; ze hebben bijna allemaal de Indonesische nationaliteit verworven. Belangrijke Balinese schilders zijn I Bagus Nadra, Kobot, en I Bagus Made, van wie de meesten in de omgeving van Ubud wonen.